# Travis McMahon
Travis McMahon es un actor australiano, conocido principalmente por haber interpretado a Reuben Zeus en Good Guys Bad Guys y a Bruno Palmer en Last Man Standing.

## Biografía
Travis tiene tres hermanos. En 1995 se graduó de la prestigiosa escuela australiana National Institute of Dramatic Art "NIDA" con un grado en actuación.

## Carrera
En 1997 se unió al elenco de la serie Good Guys Bad Guys donde interpretó a Reuben Zeus hasta 1998. Ese mismo año interpretó a Matthew Viney en Halifax f.p: Déjà Vu.
En 2000, apareció como invitado en la serie médica All Saints, donde interpretó a Scott Fitzpatrick. En 2005 se unió al elenco recurrente de la serie Last Man Standing, donde dio vida a Bruno Palmer. En 2008 se unió al elenco de la película dramática Cactus, donde interpretó a John Kelly un hombre que por necesidad acepta el trabajo de secuestrar a Eli Jones (David Lyons) por dinero luego de que fuera contratado por un hombre a quien Eli le debía mucho dinero. En 2009 apareció en un episodio de la serie policíaca Rush interpretando a Jerzy Kominski.
En 2010 apareció en la película I Love You Too, donde dio vida a Owen, el esposo de Marie (Bridie Carter). En 2011 apareció en la película Swerve, donde interpretó a Charlie. En 2012 se unió al elenco de la serie Miss Fisher's Murder Mysteries, donde interpreta al joven de clase trabajadora Bert. Y se unió al elenco de la miniserie Howzat! Kerry Packer's War, donde interpretó a Paul Hogan. Ese mismo año interpretó al doctor Andrew Walker en la película Groomless Bride.

## Filmografía

### Series de televisión
| Año         | Título                         | Personaje         | Notas                                      |
| ----------- | ------------------------------ | ----------------- | ------------------------------------------ |
| 2012 - 2015 | Miss Fisher's Murder Mysteries | Bert              | 29 episodios                               |
| 2012        | Howzat! Kerry Packer's War     | Paul Hogan        | 2 episodios - miniserie                    |
| 2009        | Rush                           | Jerzy Kominski    | episodio # 2.19                            |
| 2005        | Last Man Standing              | Bruno Palmer      | 22 episodios                               |
| 2003        | Fat Cow Motel                  | Gavin Newbold     | episodio # 1.12                            |
| 2001        | Changi                         | Steve             | miniserie - episodio "Seeing Is Believing" |
| 2001        | Stingers                       | Jonah Day         | episodio "Rich Man's World"                |
| 2000        | All Saints                     | Scott Fitzpatrick | episodio "Promise of Things to Come"       |
| 1999        | Blue Heelers                   | Troy Rees         | episodio "Pillow Talk"                     |
| 1997 - 1998 | Good Guys Bad Guys             | Reuben Zeus       | 26 episodios                               |

### Películas
| Año  | Título                                      | Personaje        | Notas                                                                                               |
| ---- | ------------------------------------------- | ---------------- | --------------------------------------------------------------------------------------------------- |
| 2012 | Groomless Bride                             | Andrew Walker    | junto a Natalie Blair, Dennis Coard, Ella Bowman, Gemma Bishop, Rob Lo Bosco & Paul J. Murphy       |
| 2011 | Swerve                                      | Charlie          | junto a Chris Haywood, Emma Booth, David Lyons, Vince Colosimo, Roy Billing & Robert Mammone        |
| 2010 | Roadman                                     | Max Grief        | junto a Whitney Boyd, Alan Curry, Stefan Durski, Peter Green & Jordan Leovic                        |
| 2010 | I Love You Too                              | Owen             | junto a Brendan Cowell, Peter Dinklage, Yvonne Strahovski, Megan Gale, Bridie Carter & Steve Bisley |
| 2010 | Hobby Farm                                  | Louie            | junto a Dean Baker, John Boxer, John Freeman, Melanie Holt, Gerard Kennedy & Amelia Kerr            |
| 2009 | Birthday                                    | Padre Phillip    | junto a Natalie Eleftheriadis, Kestie Morassi, Richard Wilson, Chantal Contouri & Vicki Mueller     |
| 2008 | Cactus                                      | John Kelly       | junto a David Lyons, Bryan Brown, Shane Jacobson, Zoe Tuckwell-Smith & Daniel Krige                 |
| 2006 | Human Lie Detector                          | Vendedor de Auto | corto - junto a Heidi Arena, Matylda Buczko, Gerard Kennedy, Jeremy Kewley & Josh Lawson            |
| 2006 | Kokoda                                      | Darko            | junto a Jack Finsterer, Luke Ford, William McInnes, Ewen Leslie & Shane Bourne                      |
| 2004 | Through My Eyes                             | Frank Morris     | junto a Miranda Otto, Peter O'Brien, Shaun Micallef, Grant Bowler, Craig McLachlan & Nadine Garner  |
| 2004 | Dope                                        | Jack             | junto a Miranda Bien-Lim, Alison Bramich, Stephen Cummings & Mathew Wilkinson                       |
| 2004 | It Takes Two to Tango                       | Seb              | corto - junto a Helen Dallimore, Angus King & Sigrid Langford-Scherf                                |
| 1998 | Mrs Craddock's Complaint                    | Oficial Fletcher | corto - junto a Monica Maughan, Terry Norris & Matthew Quartermaine                                 |
| 1997 | Good Guys Bad Guys: Only the Young Die Good | Reuben Zeus      | junto a Alison Whyte, Marcus Graham & Nadine Garner                                                 |
| 1997 | Halifax f.p: Déjà Vu                        | Matthew Viney    | junto a Rebecca Gibney, Guy Pearce, Dee Smart & Philip Holder                                       |

### Narrador
| Año         | Programa    | Notas                  |
| ----------- | ----------- | ---------------------- |
| 2009 - 2010 | Gangs of Oz | 7 episodios - narrador |

### Teatro[7]
| Año        | Obra                           | Personaje       | Director (a)   | Teatro            | Notas                                                                   |
| ---------- | ------------------------------ | --------------- | -------------- | ----------------- | ----------------------------------------------------------------------- |
| 2012       | Summer of the Seventeenth Doll | Barney          | Neil Armfield  | Sydney Theatre    | junto a Steve Le Marquand & TJ Power                                    |
| 2011       | Porn Cake                      | -               | Pamela Rabe    | Beckett Theatre   | junto a Heather Bolton, Luke Elliot & Christen O'Leary                  |
| 2007       | Don's Party                    | -               | Peter Evans    | Drama Theatre     | junto a Steve Le Marquand, Rhys Muldoon & Jacinta Stapleton             |
| 2006       | No Names ... No Pack Drill     | Tiger           | Tony Knight    | Parade Theatre    | junto a Bridie Carter, Jennifer Hagan & David Lyons                     |
| 2006       | A Single Act                   | -               | Julian Meyrick | Beckett Theatre   | junto a Tanya Burne, Anita Hegh & Neil Pigot                            |
| 2003       | Speaking in Tongues            | -               | Bruce Myles    | Playhouse Theatre | junto a Ulli Birve, John Diedrich & Nicki Wendt                         |
| 2002, 2003 | Alone It Stands                | -               | Wayne Harrison | Drama Theatre     | junto a Rupert Cox, Susan Prior, Damian Rice & Scott Johnson            |
| 2002       | A Man With Five Children       | Cam             | George Ogilvie | Sydney Theatre    | junto a Steve Bisley, Genevieve O'Reilly, Kate Mulvany & Justine Clarke |
| 1999, 2001 | Cloudstreet                    | -               | Neil Armfield  | Theatre Royal     | junto a Roy Billing, Kris McQuade, Christopher Pitman & Dan Wyllie      |
| 2001       | An Unseasonable Fall of Snow   | -               | Eric Thomson   | Old Fitz. Theatre | junto a Peter Carmody                                                   |
| 2000       | Trelawey of the Wells          | -               | Simon Phillips | Drama Theatre     | junto a Patrick Blackwell, Ernie Bourne & Justine Clarke                |
| 1999       | Cloudstreet                    | Ted/Tobby Raven | Neil Armfield  | Harvey Theater    | junto a Dan Wyllie, Roy Billing & Kris McQuade                          |
| 1998       | Away                           | Tom             | Greg Saunders  | Melbourne Theatre | junto a Kate Atkinson, Helen Hopkins & Genevieve Picot                  |
| 1996       | Kids Stakes                    | -               | Robyn Nevin    | -                 | junto a Aaron Blabey, Rosalind Hammond & Frances O'Connor               |

## Premios y nominaciones
| Año  | Categoría                                               | Premio    | Serie    | Resultado |
| ---- | ------------------------------------------------------- | --------- | -------- | --------- |
| 2001 | Best Actor in a Guest Role in a Television Drama Series | AFI Award | Stingers | Nominado  |